# Fatoumata Kanouté
Pour les articles homonymes, voir Kanouté.
Fatoumata Kanouté est une femme politique malienne, membre de la Convergence pour le développement du Mali (Codem).
Elle est élue députée à l'Assemblée nationale dans le cercle de Kolokani aux élections législatives maliennes de 2020,. L'Assemblée nationale est dissoute le 19 août 2020 après un coup d'État.